# Basilidès
Basilidès (en grec : Βασιλίδης) est un fonctionnaire byzantin, qui occupe notamment le poste de magister officiorum sous le règne de Justinien. En outre, il est membre de la commission qui prépare l'élaboration du Corpus Iuris Civilis.

## Biographie
Le 13 février 528, Basilidès est nommé comme membre de la commission préparatoire chargée de rationaliser le droit romain, sous la conduite de Tribonien. Leurs travaux sont terminés en 529. Le texte de sa nomination indique qu'il a déjà la dignité de vir excellentissimus, le titre de patrice et qu'il a exercé la fonction de préfet du prétoire d'Orient. Il semble que ce titre de préfet du prétoire soit uniquement honorifique et les historiens modernes s'étonnent qu'il ait pu occuper un poste aussi important avant de détenir des fonctions plus modestes.
Le 7 avril 529, les textes officiels rapportent que Basilidès sert comme préfet du prétoire d'Illyrie. Or, cette préfecture est moins puissante que celle d'Orient. Un passage de l'Anthologie grecque mentionne un certain Basilius (Basile) qui a servi comme préfet du prétoire d'Illyrie et dont la statue se tiendrait au-dessus de la porte est de Thessalonique. Cyril Mango a suggéré qu'il pourrait s'agir en réalité de Basilidès.
En janvier 532, le Chronicon Paschale indique que Basilidès est le second du magister officiorum, remplaçant Hermogène qui exerce des fonctions militaires dans le cadre de la guerre d'Ibérie contre les Sassanides. Finalement, Basilidès est remplacé par Stratégius.
Au cours de la sédition Nika de janvier 532, Basilidès, Constantiolus et Mundus servent d'émissaires auprès des émeutiers. Ils tentent de calmer ces derniers tout en cherchant à connaître les raisons de ce soulèvement. Quand ils reviennent auprès de l'empereur, ils estiment que cette révolte est dirigée contre trois hauts fonctionnaires, Jean de Cappadoce (préfet du prétoire d'Orient, jugé responsable de la rude politique fiscale), Tribonien et Eudémon, le préfet de la capitale. Cela conduit à leur mise à l'écart. Basilidès remplace alors Tribonien comme quaesto sacri palatii (questeur du palais sacré), le poste juridique le plus important de l'Empire. Finalement, aux côtés de Mundus, il participe à la répression sanglante de la révolte avec la prise de l'Hippodrome de Constantinople où sont réfugiés les rebelles,.
Basilidès détient le poste de questeur peu de temps, deux ans au plus, car Tribonien le récupère à la fin de l'année 534 ou au début de l'année 535. Un chroniqueur plus tardif rapporte que Basilidès participe à la levée de fonds et de matériels pour la construction de la basilique Sainte-Sophie mais ce récit semble peu crédible. Si Basilidès a eu un rôle dans l'édification de ce monument, il est inconnu.
Par la suite, Basilidès est mentionné comme détenant le titre de magister officiorum, entre le 18 mars 536 et le 22 novembre 539. Il est aussi consul honoraire durant la même période. Jean d'Éphèse note que le pape Agapet, présent alors à Constantinople, envoie un magister et les Excubites contre Zooras, un partisan du monophysisme. Dès lors que cet événement est daté de mars 536, ce magister anonyme est probablement Basilidès. En 539, Justinien le remplace par Pierre le Patrice.
Rien n'est connu de la vie de Basilidès après 539. Le Patria de Constantinople rédigé à la fin du Xe siècle indique que la localisation de son palais est toujours connue d'après son nom, plusieurs siècles après sa mort.